# Georg Helt
Georg Helt (Forchheim, 1485 ca. – Dessau, 6 marzo 1545) è stato un umanista e teologo tedesco.

## Biografia
Iscrittosi all'Università di Lipsia nel 1501, conseguì il baccalaureato nel 1502, la laurea e il titolo di Magister artium nel 1505 e di Sententiarius theologiae nel 1515. Successore di Jakob Henrichmann, ebbe per allievi Sebastian Fröschel, Joachim Camerarius il Vecchio e Gaspare Crucigero. Nel 1518 si trasferì nell'Anhalt e divenne maestro Giorgio III di Anhalt-Dessau; nel 1519 assistette alla disputa di Lipsia e cominciò con Johannes Eck una contesa teologica. Nel 1520 ricevette a Merseburg gli ordini minori.
Più tardi si convertì al luteranesimo e divenne amico di Johann Schlaginhaufen; nel 1532 si iscrisse all'Università di Wittenberg, soggiornando a Wittenberg tra il 1532 e il 1535 e dal 1541 al 1544.
Nel 1537 firmò il  Tractatus de potestate papae di Filippo Melantone e gli articoli di Smalcalda di Martin Lutero. Non pubblicò mai i propri scritti.